# Afrikanische Straße
Afrikanische Straße – stacja metra w Berlinie, na linii U6, w dzielnicy Wedding, w okręgu administracyjnym Mitte. Stacja została otwarta w 1956.